# Mesoplatus
Mesoplatus (лат.) — род хищных коротконадкрылых жуков трибы Trogastrini из подсемейства ощупники (Pselaphinae). Включает около 10 видов. 

## Распространение
Новая Гвинея, Австралия.

## Описание
Мелкие коротконадкрылые жуки—ощупники (Pselaphinae). Длина тела 1,5 — 2,8 мм. Усики 11-члениковые, булавовидные (последний членик увеличенный, булава образована тремя свободно сочлененными вершинными члениками). Голова уже переднеспинки; голова с базолатеральными углами широко закругленными сверху, сбоку с почти квадратными базальными углами головы; обычно по крайней мере с передним краем темени между местами прикрепления антенн тесно пунктированы; вентральная часть головы сильно вздута. Переднегрудь при виде сбоку с паранотальными килями, прямыми от вершины к прококсам. Имеются боковые метастернальные ямки. Брюшко с видимым 1-м (IV) тергитом, который наиболее длинный, короче длины 2-3-го (V-VI) вместе взятых.

## Систематика
Включает около 10 видов. Род был впервые описан в 1890 году, а его валидный статус подтверждён входе ревизии, проведённой в 2001 году энтомологом Дональдом С. Чандлером (University of New Hampshire, Durham, Нью-Гэмпшир, США), который утверждает, что в Австралии обитает не менее 40 видов этого рода. Таксон отнесён к трибе Trogastrini (надтриба Euplectitae) из подсемейства Pselaphinae и близок к родам Platomesus и Qropus.
- Mesoplatus barbatus King, 1863[3]
- Mesoplatus conspicuus (King, 1865)[4]
- Mesoplatus cribricollis Raffray, 1903[5]
- Mesoplatus edwardsi King, 1865
- Mesoplatus longicollis Raffray, 1900[6]
- Mesoplatus nitidus Raffray, 1900
- Mesoplatus tuberculatus Raffray, 1900
- другие виды